# Mikrobil

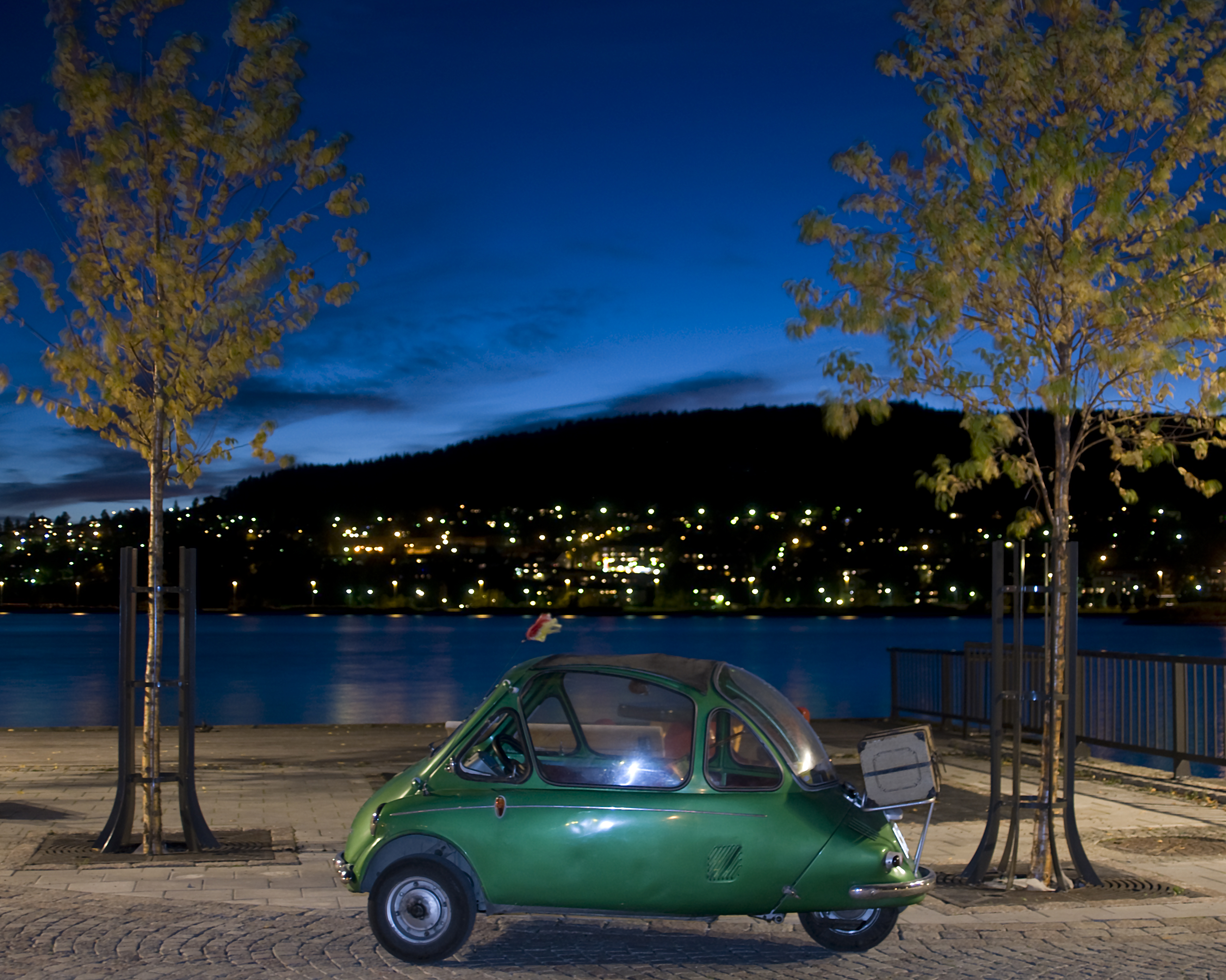
Heinkel Trojan från 1962 i Östersund.

Mikrobil eller mc-bil kallas de trehjuliga och mycket små fyrhjuliga bilar som tillverkades främst på 1950- och 1960-talen. Dessa bilar var relativt billiga i inköp och drift. Bilarna rymde två vuxna och 1–2 barn. De trehjuliga skattades och försäkrades i Sverige som motorcykel och krävde endast mc-körkort.
Vanliga fabrikat var Heinkel Kabine (Trojan), Messerschmitt KR 200 och BMW Isetta, samtliga av tyskt fabrikat. En version av den tyska Fuldan licenstillverkades i liten upplaga i Sverige. Andra modeller var Goggomobil, Zündapp, tidiga Lloyd m.fl.
Mikrobilarna hade ofta motorer av motorcykelmodell och typiskt utvecklade de 10–12 hästkrafter, vilket gav en maxhastighet på omkring 85 km/h.
I mitten av 1960-talet konkurrerades mikrobilarna ut av vanliga småbilar, men modeller har återkommit även därefter, till exempel Smart Fortwo.